# Theope acosma
Theope acosma is een vlindersoort uit de familie van de prachtvlinders (Riodinidae), onderfamilie Riodininae.
Theope acosma werd in 1910 beschreven door Stichel.